# Konak (métro d'Izmir)
Pour les articles homonymes, voir Konak.
Konak est une station de la ligne 1 du métro d'Izmir.